# Ted Elsendoorn
Theodorus (Ted) Elsendoorn (Utrecht, 23 oktober 1938 – Bilthoven, 2 augustus 2006) was een Nederlands politicus en ondernemer. Van 1993 tot 1994 was hij voorzitter van betaaldvoetbalclub FC Utrecht.

## Loopbaan
Hij was de zoon van Gijs Elsendoorn, die lange tijd voorzitter was van voetbalclub Velox, een van de voorlopers van FC Utrecht. Elsendoorn sr. was ook de eigenaar van een drankenhandel, die Ted later overnam.
Elsendoorn jr. nam in 1993 het voorzittersstokje van de ploeg uit de Domstad over van Theo Aalbers, die bijna tien jaar aan het hoofd van de club had gestaan. Utrecht eindigde dat jaar als 8e. Het daaropvolgende seizoen nam Jan van de Kant zijn baan over. Van 2001 tot 2003 was Elsendoorn lid van de gemeenteraad namens Leefbaar Utrecht. Hij zette zich vooral in voor sportieve zaken: zo pleitte hij na de twee gouden medailles van de Utrechtse schaatser Jochem Uytdehaage op de Olympische Winterspelen van 2002 voor een plantsoen met diens naam.. In 2003 nam hij vanwege gezondheidsproblemen afscheid van de politiek.
Elsendoorn overleed op 2 augustus 2006 op 67-jarige leeftijd na een lange periode ziek te zijn geweest.